# کاترین آلبانیس
کاترین ال. آلبانیس (انگلیسی: Catherine L. Albanese؛ زادهٔ ۲۱ اوت ۱۹۴۰) مورخ محقق، استاد، مدرس و نویسنده آمریکایی علوم دینی اهل ایالات متحده آمریکا است. او که در فیلادلفیا، پنسیلوانیا به دنیا آمد و بزرگ شد، در سال ۱۹۶۲ با مدرک لیسانس هنر از کالج چستنات هیل فارغ‌التحصیل شد. او مدرک کارشناسی ارشد خود را در تاریخ از دانشگاه دوکسن در سال ۱۹۶۸ دریافت کرد و دکترای خود را برای تاریخ مسیحیت در دانشگاه شیکاگو در ۱۹۷۲ به پایان رساند.
وی همچنین برندهٔ جوایزی همچون کمک‌هزینه گوگنهایم شده‌است.